# Monika Hirschle
Monika Hirschle (* 1957 in Stuttgart) ist eine deutsche Schauspielerin, Hörspielsprecherin, Theaterautorin und -regisseurin.

## Leben
Monika Hirschle absolvierte eine Ausbildung zur Augenoptikerin, nahm aber bereits während ihrer Lehrzeit privaten Schauspielunterricht bei Carlo Fuß und Ursula Fuß-Schwarz. Erste Rollen spielte sie ab 1981 am Stuttgarter Theater der Altstadt. Seit 1984 freiberuflich tätig, hatte Hirschle weitere Engagements am Alten Schauspielhaus, in der Komödie im Marquardt, an der Württembergischen Landesbühne Esslingen oder bei den Freilichtspielen Schwäbisch Hall.
Als Regieassistentin arbeitete Hirschle unter anderem mit Hans Korte und Jutta Wachsmann.  Seit 1996 inszeniert sie an der Rems-Murr-Bühne, einer Amateurtheatergruppe in Leutenbach.
Monika Hirschle schreibt Theaterstücke in schwäbischer Mundart und übersetzt Stücke anderer Autoren ins Schwäbische, darunter Keine Leiche ohne Lilly von Jack Popplewell unter dem Titel Koi Leich ohne d’Lilly. Daneben steht sie mit Soloprogrammen auf der Bühne.
Auch für den Hörfunk ist Hirschle umfangreich tätig und spricht häufig in Mundartproduktionen des Südwestrundfunks. Acht Jahre hatte sie als Elfie Eisele ein eigenes Forum im Württemberg-Radio des Süddeutschen Rundfunks.
Für das Fernsehen stand Hirschle mehrfach für verschiedene Tatort-Folgen vor der Kamera. Einem größeren Fernsehpublikum bekannt wurde sie auch als Emma Martinek in vielen Folgen der Serie Samt und Seide. Ab 2009 spielte sie in allen Folgen der Mundartserie Laible und Frisch.
Monika Hirschle lebt in Stuttgart.

## Filmografie (Auswahl)
- 1987: Tatort – Eine Million Mäuse
- 1988: Tatort – Tödlicher Treff
- 1991: Die lila Weihnachtsgeschichte
- 1994: Ein unvergessliches Wochenende – Lissabon
- 1995: Tatort – Bienzle und die Feuerwand
- 1999: Tatort – Bienzle und die blinde Wut
- 2000–2002: Samt und Seide (51 Folgen als Emma Martinek)
- 2002: Scherbentanz
- 2003: Der Wald vor lauter Bäumen
- 2003: Tatort – Bienzle und der Tod im Teig
- 2005: Tatort – Die Spieler
- 2008: Der indische Ring
- 2008: Bloch – Vergeben, nicht vergessen
- 2009–2010: Laible und Frisch (12 Folgen als Ursula Stammer)
- 2010: Ein Praktikant fürs Leben
- 2014: Laible und Frisch: Bühnenreif
- 2017: Laible und Frisch: Do goht dr Doig

## Hörspiele (Auswahl)
- 1989: Von heute auf morgen – Autoren: Thomas Schmidt und Tobias Geissner – Regie: Hans-Peter Schnicke
- 1993: ’s Rösle von Seebronn – Autor: Ernst Meier – Regie: Luise Besserer
- 1994: Des Monschter muss weg – Autor: Peter Jochen Kemmer – Regie: Karin Fischer
- 1994: Kowalski kommt – Autoren: Ekkehard Skoruppa und Hartmut Volz – Regie: Hans-Peter Schnicke und Ekkehard Skoruppa
- 1996: Dr Doktor isch he oder Mord in der Nesenbach-Klinik – Autor: Peter Jochen Kemmer – Regie: Ulrich Mihr
- 1999: Das Dichterhäusle – Autor: Wolfgang Brenneisen – Regie: Thomas Vogel
- 2000: Rulaman – Autor: David Friedrich Weinland – Regie: Susanne Hinkelbein
- 2001: Der Spion von Aalen – Autor: Mark Kleber – Regie: Günter Maurer
- 2002: Hurra, wir bauen ein Zuchthaus – Autorin: Dorothea Keuler – Regie: Susanne Hinkelbein
- 2003: Der Mann im Futteral – Autor: Martin Schleker – Regie: Günter Maurer
- 2004: Das Stuttgarter Hutzelmännlein – Autor: Eduard Mörike – Regie: Susanne Hinkelbein
- 2005: Don Kurt vom Neckar – Autor: Winfried Maier-Revoredo – Regie: Günter Maurer
- 2006: Dr Teufel em Eck – Autorin: Andrea Noll – Regie: Susanne Hinkelbein
- 2008: Die schwäbische Sphinx – Autorin: Andrea Noll – Regie: Susanne Hinkelbein
- 2009: Die Guck – Autorin: Veronika Hinkelbein – Regie: Susanne Hinkelbein
- 2010: Der Brandstifter – Autor: Jochen Schimmang – Regie: Susanne Hinkelbein
- 2011: Eisbär-Schwäbisch – Autorin: Andrea Noll – Regie: Susanne Hinkelbein
- 2013: D’Gsälzbrot-Theorie – Autorin: Andrea Noll – Regie: Susanne Hinkelbein
- 2013: Räuberleben – Autor: Lukas Hartmann – Regie: Nicole Paulsen
- 2014: Der selige Herr Eisele – Autor: Peter Jochen Kemmer – Regie: Susanne Hinkelbein
- 2016: Laible und Frisch – Gut geklaut ist halb gebacken – Autoren: Frieder Scheiffele und Sebastian Feld – Regie: Günter Maurer
- 2017: Pussimobil – Autorin: Helga Bürster – Regie: Susanne Hinkelbein